# کانیگ ۳۸۱۵
سیارک ۳۸۱۵ (به انگلیسی: 3815 Konig، نامگذاری:1959GG) سه هزار و هشتصد و پانزدهمین سیارک کشف شده‌است که در ۱۵ آوریل ۱۹۵۹ و در هایدلبرگ کشف شد.
قدر مطلق سیارک برابر ۱۲٫۴۰ است.